# Aheda Zanetti
Aheda Zanetti (geb. 1967 in Tripoli im Libanon) ist eine libanesisch-australische Modedesignerin von Bekleidung für Frauen, die auch bei der Sportausübung die Regeln konservativer Islam-Auslegungen befolgen. Zanetti erfand unter anderem den Hijood als Kopfbedeckung beim Sport und den Burkini als Schwimmbekleidung für muslimische Frauen.

## Leben und Werk

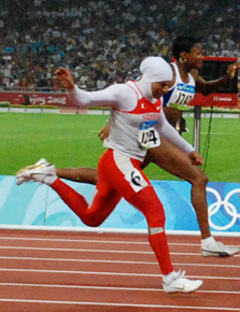
Ruqaya Al Ghasra aus Bahrain bei den Olympischen Spielen 2008 mit einem Hijood

Zanetti wurde in Tripoli im Libanon geboren, im Alter von zwei Jahren ging sie mit ihrer Familie nach Australien und lebte in Bankstown City, einem Vorort von Sydney. Heute lebt und arbeitet sie in Sydney und hat vier Kinder.
Als Modedesignerin entwickelte Zanetti den Hijood (auch hijjod, ein Kofferwort aus „hijab“ und „hood“ für Kapuze), einen haubenförmigen Hidschāb, der es muslimischen Mädchen erlauben soll, Sport zu treiben. 2004 brachte Zanetti eine Serie von Sportbekleidung für Muslima unter dem Markennamen Ahiida heraus und gründete das Unternehmen Ahiida Pty Ltd. Der Hijood wurde von mehreren Sportlerinnen bei öffentlichen Wettkämpfen getragen, unter anderem von Ruqaya Al Ghasra aus Bahrain, die 2008 als erste Sportlerin bei den Olympischen Sommerspielen 2008 in Peking mit dieser Bekleidung am 200-Meter-Lauf der Frauen teilnahm und damit viel Aufsehen erregte.

### Burkini
Unter der Marke Ahiida entwickelte sie 2004 auch den Burqini bzw. Burkini (ein Kofferwort aus Burka und Bikini) für muslimische Schwimmerinnen. Aufgrund massiver Probleme zwischen weißen und muslimischen Australiern in Folge der Terroranschläge am 11. September 2001 und den Cronulla Riots war sie anfangs mit dieser Idee wenig erfolgreich. Sie konnte den Burkini jedoch erfolgreich einbringen, als die australische Rettungsschwimmerorganisation Surf Life Saving Australia vermehrt nach muslimischen Frauen suchte und entsprechende Schwimmkleidung benötigte. Nach eigenen Schätzungen verkaufte Zanetti danach bis 2016 mehr als 700.000 Burkinis, auch an nicht-muslimische Frauen. Darüber hinaus wurde der Burkini auch international interessant für Modehäuser wie Marks & Spencer in Großbritannien.

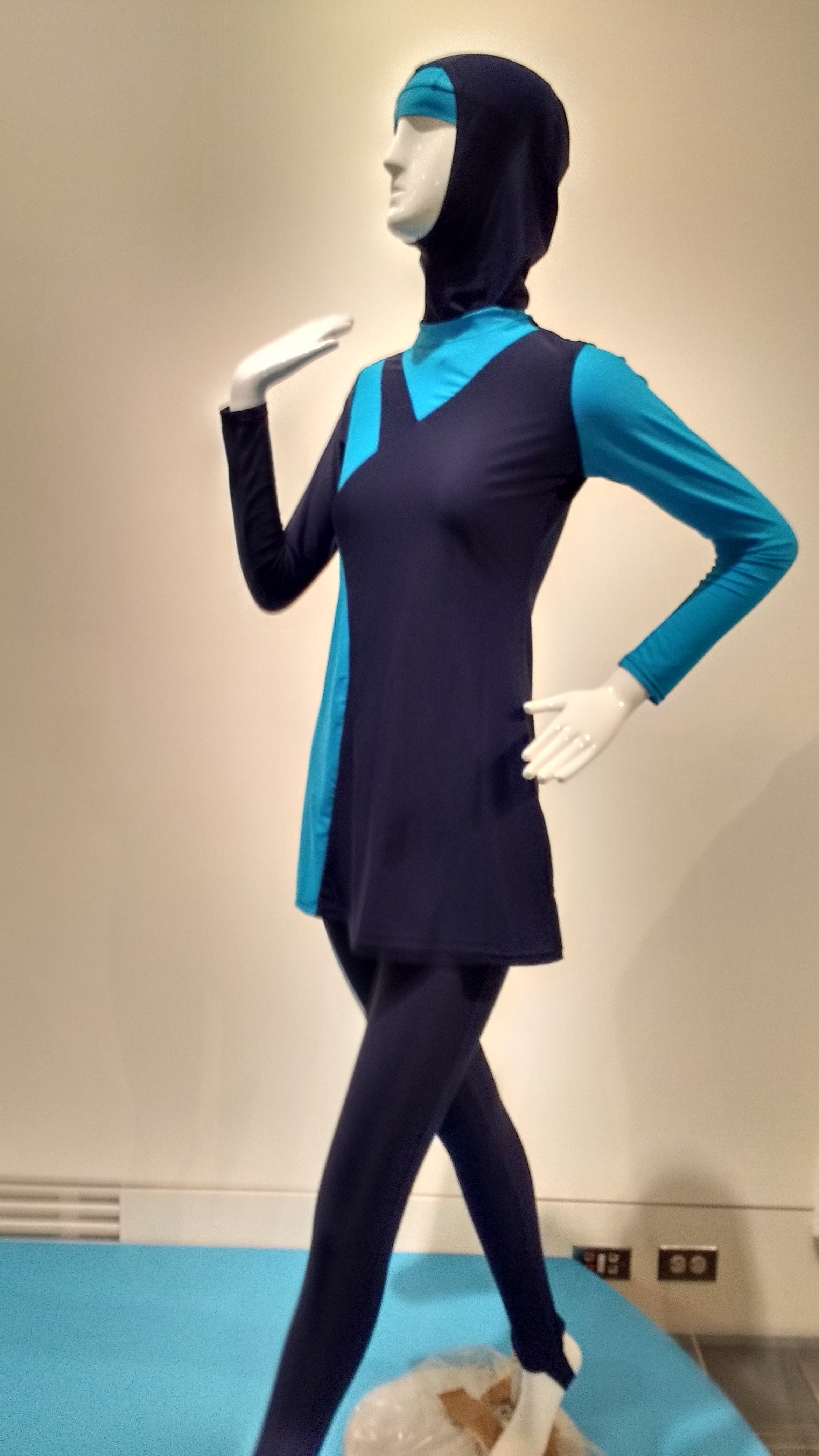
Ein Burkini an einer Kleiderpuppe im Rahmen der Ausstellung Second Skin: The Science of Stretch am Science History Institute, 2016.

Die Begriffe Burqini wie auch Burkini sind Wortschöpfungen Zanettis und registrierte Handelsmarken (Registered Trade Mark) ihres Unternehmens, haben sich jedoch alsbald international als Gattungsnamen für Schwimmkleidung für muslimische Frauen etabliert. Über die Verbote des Burkini und die Debatten um die Bekleidung muslimischer Frauen in Europa und speziell in Frankreich äußerte sich Zanetti irritiert. Sie betont, dass die Wahl, einen Schwimmanzug zu tragen, eine persönliche Entscheidung sei und dass sich der Burkini international nicht nur bei Muslimas durchsetzt. Sie wolle muslimischen Frauen mit dem Burkini zudem Freiheiten und Möglichkeiten geben, die sie vorher nicht hatten, und bewertet die Debatte entsprechend als destruktiv. In ihren Augen ist der Burkini ein Zeichen von Freiheit, nicht des Islam. Die Debatte in Europa führe zugleich zu einem deutlich erhöhten internationalen Interesse an Burkinis, wobei etwa 45 Prozent der Anfragen von nicht-muslimischen Interessenten stammen, die sich zum Beispiel mit einem solchen Ganzkörperanzug vor dem UV-Licht schützen wollen.